# Championnat de France masculin de water-polo 2020-2021
Navigation
Édition précédente Édition suivante
Le Championnat de France de water-polo Pro A 2020-2021 est une compétition organisée par la Fédération française de natation (122e édition du championnat de France de water-polo).
Onze équipes s'opposent en une série de 22 journées de 5 rencontres (1 équipe exempte à chaque journée) pour le compte de la phase régulière, les quatre premiers joueront les play offs en match aller retour.
Le CN Marseille remporte son 38e titre de champion de France en battant en finale le CN Noisy-le-Sec, qui dispute sa première finale.

## Équipes participantes
| Club                    | Classement final 2019-2020 | Entraîneurs             | Président             | Piscine                       | Taille bassin | Ville                | Capacité (spectateurs) |
| ----------------------- | -------------------------- | ----------------------- | --------------------- | ----------------------------- | ------------- | -------------------- | ---------------------- |
| Pays d'Aix Natation     | 0                          | Alexandre Donsimoni     | Jean-Luc Armingol     | Piscine Yves Blanc            | 50 m          | Aix en Provence      | 01200                  |
| USB Bordeaux            | 0                          |                         |                       | Piscine Judaïque              |               | Bordeaux             |                        |
| F.N.C. Douai            | 0                          | Yann Clay               | Alain Canonne         | Piscine de l'Orient           |               | Tournai              |                        |
| C.N. Marseille          | 0                          | Marc Amardeilh          | Paul Leccia           | Bassin Pierre Garsau          | 50 m          | Marseille            | 1 200                  |
| Montpellier WP.         | 0                          | Fabien Vasseur          | Christophe Spilliaert | Piscine olympique d'Antigone  | 50 m          | Montpellier          | 2 000                  |
| O. Nice Natation        | 0                          | Samuel Nardon           | Jean Monnot           | Piscine Jean-Bouin            | 50 m          | Nice                 |                        |
| C.N. Noisy-le-Sec       | 0                          | Milo Zmukic             | Julie Eissen          | Stade nautique Maurice Thorez | 50 m          | Montreuil            | 1 000                  |
| Stade de Reims Natation | 0                          | Franck Missy            | -                     | Complexe aquatique de Reims   | 50 m          | Châlons-en-Champagne |                        |
| Sète Natation E.D.D.    | 0                          | Olivier Chandieu[Qui ?] | Jacky Vayeur          | Piscine olympique d'Antigone  | 50 m          | Montpellier          | 2 000                  |
| Team Strasbourg         | 0                          | Igor Racunica           | Roland Schmitt        | Piscine de la Kibitzenau      | 50 m          | Strasbourg           |                        |
| E.N. Lille Métropole    | 0                          | Jonathan Ghesquiere     | Serge Criquet         | Tourcoing les Bains           |               | Tourcoing            |                        |

## Saison régulière
Le classement est calculé avec le barème de points suivant :
- la victoire vaut trois points,
- le match nul vaut un point,
- la défaite vaut zéro point.

À la mi-saison, les sept équipes les mieux classées se qualifient pour la Coupe de la Ligue. Le club hôte de la compétition est qualifié automatiquement. Si le club hôte est classé dans les sept premiers à l'issue de la phase aller, le huitième sera également qualifié.
Au terme de la phase régulière, les équipes à égalité sont départagées d'après le score cumulé de leurs deux matches. Si nécessaire, les scores cumulés puis le nombre de buts inscrits face à chacune des autres équipes, selon leur classement, seront utilisés, voire une séance de tirs au but dans les cas ultimes.
| Rang | Équipe                                 | Pts  | J  | G  | N | P  | Bp  | Bc  | Diff |
| ---- | -------------------------------------- | ---- | -- | -- | - | -- | --- | --- | ---- |
| 1    | Cercle des nageurs de Marseille        | 60   | 20 | 20 | 0 | 0  | 278 | 141 | +137 |
| 2    | Société de natation de Strasbourg      | 43   | 20 | 14 | 1 | 5  | 254 | 188 | +66  |
| 3    | Cercle des nageurs noiséens            | 40   | 20 | 12 | 4 | 4  | 268 | 194 | +74  |
| 4    | Pays d'Aix Natation                    | 39-1 | 20 | 13 | 1 | 6  | 244 | 189 | +55  |
| 5    | Montpellier Water-Polo                 | 33   | 20 | 10 | 3 | 7  | 192 | 187 | +5   |
| 6    | Enfants de Neptune de Tourcoing        | 31   | 20 | 9  | 4 | 7  | 246 | 218 | +28  |
| 7    | Francs Nageurs Cheminots de Douai      | 25   | 20 | 7  | 4 | 9  | 217 | 223 | -6   |
| 8    | Sète Natation Entente Dauphins-Dockers | 17   | 20 | 5  | 2 | 13 | 203 | 222 | -19  |
| 9    | Stade de Reims Natation                | 16   | 20 | 5  | 1 | 14 | 152 | 247 | -95  |
| 10   | Olympic Nice Natation                  | 14   | 20 | 4  | 2 | 14 | 198 | 240 | -42  |
| 11   | USB Bordeaux                           | 0    | 20 | 0  | 0 | 20 | 140 | 343 | -203 |

 : tenant du titre 2019 ; VC : Vice-champion 2019 ; CL : Vainqueur de la Coupe de la Ligue 2018 .
Légende
- Place de qualification pour les demi-finales de play-offs.
- Place de qualification pour les quarts de finale de play-offs.
- Relégué en Nationale 1.

## Résultats
| Résultats (dom.\ext.)                                      | PAN   | USBB | FNCD  | CNM   | MWP   | ONN  | CNN  | SRN  | SNEDD | TS    | ENT   |
| Pays d'Aix Natation                                        | X-X   | 22-8 | 0-0   | 9-9   | 0-0   | 16-8 | 0-0  | 16-5 | 19-11 | 0-0   | 0-0   |
| USB Bordeaux                                               | 0-0   | X-X  | 0-0   | 0-0   | 0-0   | 9-13 | 7-23 | 0-0  | 8-11  | 9-20  | 6-20  |
| Francs Nageurs Cheminots de Douai                          | 15-9  | 0-0  | X-X   | 0-0   | 0-0   | 9-0  | 0-9  | 9-5  | 15-10 | 0-0   | 0-0   |
| Cercle des nageurs de Marseille                            | 11-10 | 16-3 | 17-9  | X-X   | 0-0   | 0-0  | 0-0  | 16-1 | 14-6  | 12-8  | 0-0   |
| Montpellier Water-Polo                                     | 99-99 | 10-8 | 10-10 | 8-10  | X-X   | 0-0  | 0-0  | 13-8 | 9-6   | 6-14  | 0-0   |
| Olympic Nice Natation                                      | 0-0   | 0-0  | 9-9   | 4-16  | 0-0   | X-X  | 0-0  | 8-9  | 0-0   | 0-0   | 8-10  |
| Cercle des nageurs noiséens                                | 0-0   | 0-0  | 0-0   | 11-16 | 13-10 | 14-8 | X-X  | 19-6 | 0-0   | 13-12 | 15-10 |
| Stade de Reims Natation                                    | 0-0   | 0-0  | 0-0   | 0-0   | 0-0   | 0-0  | 0-0  | X-X  | 0-0   | 0-0   | 0-0   |
| Sète Natation Entente Dauphins-Dockers                     | 0-0   | 18-2 | 0-0   | 0-0   | 0-0   | 9-17 | 9-13 | 9-12 | X-X   | 5-10  | 12-13 |
| Société de natation de Strasbourg                          | 8-12  | 0-0  | 15-12 | 0-0   | 0-0   | 0-0  | 0-0  | 12-7 | 0-0   | X-X   | 8-7   |
| Enfants de Neptune de Tourcoing                            | 8-7   | 0-0  | 9-9   | 10-12 | 12-13 | 17-5 | 0-0  | 15-6 | 0-0   | 0-0   | X-X   |
| - Victoire à domicile - Match nul - Victoire à l'extérieur |       |      |       |       |       |      |      |      |       |       |       |

## Évolution du classement
| Journées →                             | 1  | 2  | 3  | 4  | 5  | 6  | 7  | 8  | 9  | 10 | 11 | 12 | 13 | 14 | 15 | 16 | 17 | 18 | 19 | 20 | 21 | 22 | En tête | Play-offs |
| -------------------------------------- | -- | -- | -- | -- | -- | -- | -- | -- | -- | -- | -- | -- | -- | -- | -- | -- | -- | -- | -- | -- | -- | -- | ------- | --------- |
| Pays d'Aix Natation                    | 1  | 5  | 5  | 5  | 4  | 4  | 4  | 4  | 5  |    |    |    |    |    |    |    |    |    |    |    |    |    |         |           |
| Union Saint-Bruno                      | 11 | 11 | 11 | 11 | 11 | 11 | 11 | 11 | 11 |    |    |    |    |    |    |    |    |    |    |    |    |    |         |           |
| Francs Nageurs Cheminots de Douai      | 8  | 7  | 8  | 8  | 6  | 5  | 5  | 5  | 4  |    |    |    |    |    |    |    |    |    |    |    |    |    |         |           |
| Cercle des nageurs de Marseille        | 2  | 1  | 2  | 1  | 2  | 2  | 1  | 1  | 1  |    |    |    |    |    |    |    |    |    |    |    |    |    |         |           |
| Montpellier Water-Polo                 | 5  | 4  | 4  | 4  | 5  | 7  | 7  | 7  | 7  |    |    |    |    |    |    |    |    |    |    |    |    |    |         |           |
| Olympic Nice Natation                  | 10 | 10 | 10 | 10 | 10 | 10 | 10 | 10 | 9  |    |    |    |    |    |    |    |    |    |    |    |    |    |         |           |
| Cercle des nageurs noiséens            | 4  | 3  | 3  | 3  | 3  | 3  | 2  | 2  | 2  |    |    |    |    |    |    |    |    |    |    |    |    |    |         |           |
| Stade de Reims Natation                | 6  | 8  | 9  | 9  | 9  | 9  | 8  | 8  | 8  |    |    |    |    |    |    |    |    |    |    |    |    |    |         |           |
| Sète Natation Entente Dauphins-Dockers | 9  | 9  | 7  | 7  | 8  | 8  | 9  | 9  | 10 |    |    |    |    |    |    |    |    |    |    |    |    |    |         |           |
| Societe de natation de Strasbourg      | 3  | 2  | 1  | 2  | 1  | 1  | 3  | 3  | 3  |    |    |    |    |    |    |    |    |    |    |    |    |    |         |           |
| Enfants de Neptune de Tourcoing        | 7  | 6  | 6  | 6  | 7  | 6  | 6  | 6  | 6  |    |    |    |    |    |    |    |    |    |    |    |    |    |         |           |

- * : équipe qui n'a pas joué lors de cette journée ;

- : équipe ou adversaire jouant en Coupe d'Europe (Ligue des Champions ou LEN Euro Cup).

## Phase finale
La phase finale se déroule en match aller retour.
En quart de finale, le troisième affronte le sixième tandis que le quatrième affronte le cinquième. En demi-finales, le vainqueur de la phase régulière affronte le vainqueur du quart de finale entre le quatrième et le cinquième tandis que le deuxième affronte le vainqueur de l'autre quart de finale. Le match aller se joue chez l’équipe la moins bien classée lors de la saison régulière, le match retour chez l’équipe la mieux classée.
Finale, match pour la troisième place et match pour la cinquième place se déroulent de la même manière : l'équipe issue de la première demi-finale (le 1er ou le 4e de la saison régulière) reçoit pour le match aller et se déplace au retour.

### Quart de finale

#### Matchs aller
| 5 mai 2021 | Enfants de Neptune de Tourcoing | 9 - 10               | Cercle des nageurs noiséens |                                                  |                                                  |
| 17 h 30    |                                 | (1-2, 2-2, 2-4, 4-2) |                             | Lille Arbitrage : Gregory COURBIN Ghislain DEHON | Lille Arbitrage : Gregory COURBIN Ghislain DEHON |

| 5 mai 2021 | Montpellier Water-Polo | 13 - 10              | Pays d'Aix Natation |                                            |                                            |
| 20 h 00    |                        | (3-3, 5-5, 1-1, 4-1) |                     | Arbitrage : DAVID Alban VANHEMS Christophe | Arbitrage : DAVID Alban VANHEMS Christophe |

#### Matchs retour
| 8 mai 2021 | Cercle des nageurs noiséens | 15 - 11              | Enfants de Neptune de Tourcoing |                                                 |                                                 |
| 18 h 00    |                             | (4-3, 4-2, 2-1, 5-5) |                                 | Arbitrage : BLANCHARD Aurely DERVIEUX Sebastien | Arbitrage : BLANCHARD Aurely DERVIEUX Sebastien |

| 8 mai 2021 | Pays d'Aix Natation | 17 - 15              | Montpellier Water-Polo |                                        |                                        |
| 19 h 00    |                     | (6-3, 2-2, 3-3, 2-2) |                        | Arbitrage : BOUCHEZ Pascal VARGA Tibor | Arbitrage : BOUCHEZ Pascal VARGA Tibor |

### Tour final
|  | Demi-finales                      | Demi-finales                      | Demi-finales                | Demi-finales                |                                 |                                 | Finale            | Finale            | Finale            | Finale            |
|  |                                   |                                   |                             |                             |                                 |                                 |                   |                   |                   |                   |
|  | 12 et 15 mai 2021                 | 12 et 15 mai 2021                 | 12 et 15 mai 2021           | 12 et 15 mai 2021           |                                 |                                 | 19 et 22 mai 2021 | 19 et 22 mai 2021 | 19 et 22 mai 2021 | 19 et 22 mai 2021 |
|  | Cercle des nageurs de Marseille   | Cercle des nageurs de Marseille   | 15                          | 26                          |                                 |                                 | 19 et 22 mai 2021 | 19 et 22 mai 2021 | 19 et 22 mai 2021 | 19 et 22 mai 2021 |
|  | Cercle des nageurs de Marseille   | Cercle des nageurs de Marseille   | 15                          | 26                          |                                 |                                 | 19 et 22 mai 2021 | 19 et 22 mai 2021 | 19 et 22 mai 2021 | 19 et 22 mai 2021 |
|  | Montpellier Water-Polo            | Montpellier Water-Polo            | 7                           | 6                           |                                 |                                 | 19 et 22 mai 2021 | 19 et 22 mai 2021 | 19 et 22 mai 2021 | 19 et 22 mai 2021 |
|  | Montpellier Water-Polo            | Montpellier Water-Polo            | 7                           | 6                           | Cercle des nageurs de Marseille | Cercle des nageurs de Marseille | 16                | 14                |                   |                   |
|  | 12 et 15 mai 2021                 |                                   |                             |                             | Cercle des nageurs de Marseille | Cercle des nageurs de Marseille | 16                | 14                |                   |                   |
|  |                                   |                                   | Cercle des nageurs noiséens | Cercle des nageurs noiséens | 16                              | 11                              |                   |                   |                   |                   |
|  | Société de natation de Strasbourg | Société de natation de Strasbourg | Cercle des nageurs noiséens | Cercle des nageurs noiséens | 16                              | 11                              | 7                 | 8                 |                   |                   |
|  | Société de natation de Strasbourg | Société de natation de Strasbourg |                             |                             |                                 |                                 |                   | 8                 |                   |                   |
|  | Cercle des nageurs noiséens       | Cercle des nageurs noiséens       | 11                          | 7                           |                                 |                                 |                   |                   |                   |                   |
|  | Cercle des nageurs noiséens       | Cercle des nageurs noiséens       | 11                          | 7                           | Match pour la troisième place   |                                 |                   |                   |                   |                   |
|  |                                   |                                   |                             |                             |                                 |                                 |                   |                   |                   |                   |
|  | 19 et 22 mai 2021                 |                                   |                             |                             |                                 |                                 |                   |                   |                   |                   |
|  | Montpellier Water-Polo            | Montpellier Water-Polo            | 11                          | 9                           |                                 |                                 |                   |                   |                   |                   |
|  | Montpellier Water-Polo            | Montpellier Water-Polo            | 11                          | 9                           |                                 |                                 |                   |                   |                   |                   |
|  | Société de natation de Strasbourg | Société de natation de Strasbourg | 7                           | 9                           |                                 |                                 |                   |                   |                   |                   |
|  | Société de natation de Strasbourg | Société de natation de Strasbourg | 7                           | 9                           |                                 |                                 |                   |                   |                   |                   |

#### Finale pour la1replace
| Club            | Club            | Score |
| --------------- | --------------- | ----- |
| CN Noisy-le-Sec | CN Marseille    | 16-16 |
| CN Marseille    | CN Noisy-le-Sec | 14-11 |

## Classements des buteurs
|    | Buteur | Club | Buts |
| -- | ------ | ---- | ---- |
| 1  |        |      |      |
| 2  |        |      |      |
| 3  |        |      |      |
| 4  |        |      |      |
| 5  |        |      |      |
| 6  |        |      |      |
| 7  |        |      |      |
| 8  |        |      |      |
| 9  |        |      |      |
| 10 |        |      |      |